# Pnigalio minio
Pnigalio minio is een vliesvleugelig insect uit de familie Eulophidae. De wetenschappelijke naam is voor het eerst geldig gepubliceerd in 1847 door Francis Walker.